# Placodictyum cucumaria
Placodictyum cucumaria är en svampdjursart som beskrevs av Schmidt 1870. Placodictyum cucumaria ingår i släktet Placodictyum, fylumet svampdjur och riket djur. Inga underarter finns listade i Catalogue of Life.